# باليه
الباليه (بالفرنسية: le ballet)‏ (
نطق فرنسي: [lə balɛ]

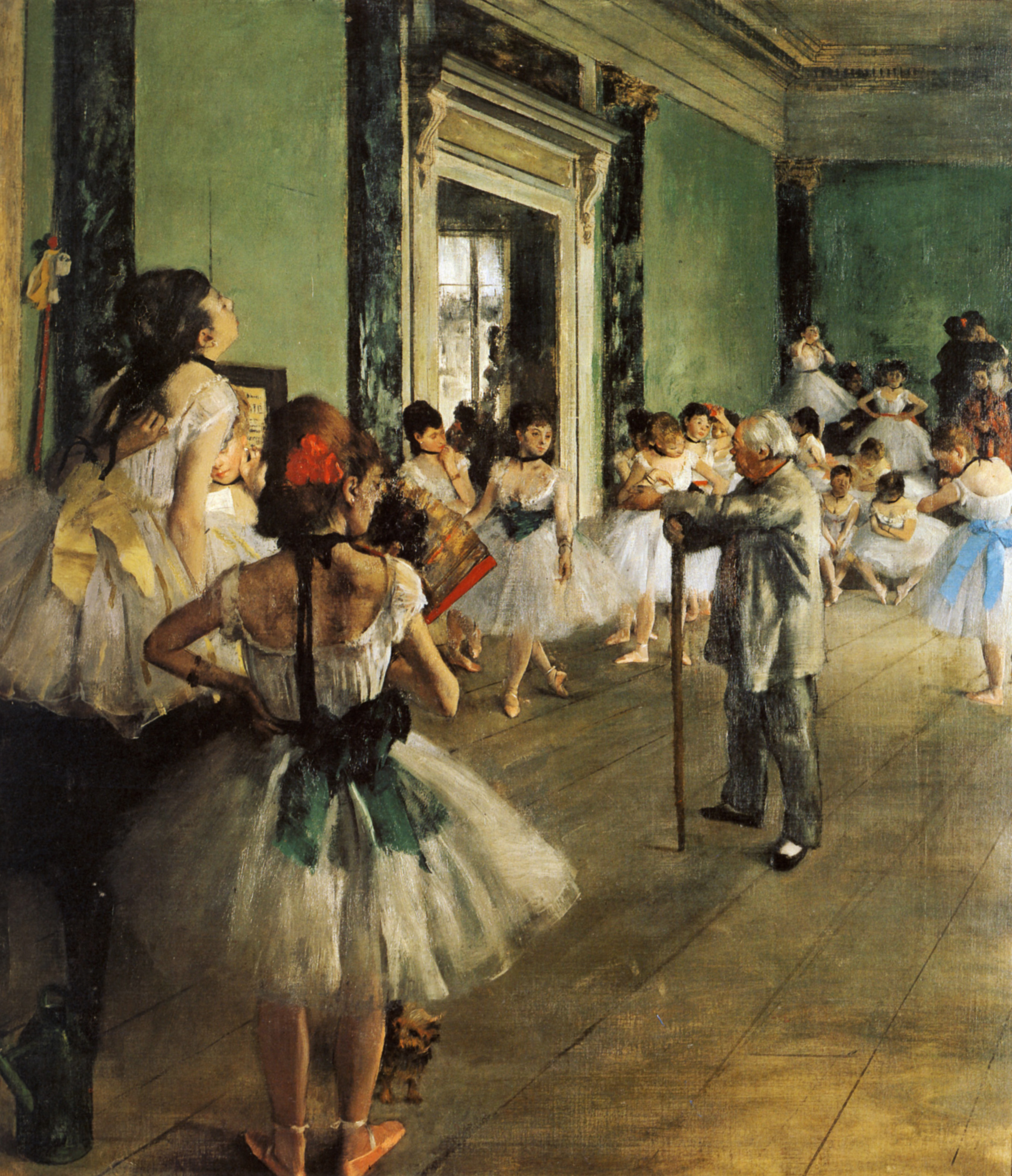
لوحة درس الرقص La classe de danse لإدغار ديغا عام 1874

) هو نوع من الرقص يقوم على تقنيات الرقص التعبيري
ترافقه الموسيقى والإيماء والمشاهد المسرحية. ومن أهم خصائص الباليه الحركية،
الرقص على رؤوس أصابع القدمين. يعود لفظ الباليه إلى الكلمة الإيطالية ballare أي يرقص، إذ كانت بداياته مشاهد تؤدى في البلاط الإيطالي أثناء عصر النهضة لتسلية الضيوف، ثم أطلقه الفرنسيون على حركات الرقص وتقنياته. وقد اكتسب رقص الباليه الكلاسيكي تقنياته من تطبيق نظام صارم
في التدريب والتجارب على مدى أكثر من أربعة قرون، واعتمدت تقنياته على جعل الجسم يتحرك بأكبر قدر ممكن من المرونة والسرعة والسيطرة والرشاقة.

## التاريخ
يعود الفضل لظهور كلمة باليه لدومنيكو دي بياشينزا (1390-1470)، عندما أطلق اسم بالو، بدلا عن دنزا (رقص)، رغم أن البعض ينفي علاقة ذلك، بتطور الباليه. يعتبر أول عرض باليه، هو ما قدمه بالتازار دي بوجوايو، في عرضه باليه كوميك دي لا ريني (1581). في نفس العام، نشر باليه فابريزيو كاروزو (بالإيطالية: Fabrizio Caroso)‏، إيل باليانو، ولقد اعتبرت التقنية العالية في الرقص الجماعي، والحركات، تعزيزا لمركز إيطاليا كبلد رئيس في تطور الباليه. رغم أن باليه كارسو قللت من حركة اليدين، واعتمدت على الرقصات الجماعية، إلا ان العديد من المختصين في الباليه، لا يرون أن هذا دليل على أن عرض كارسو كان هو البداية للبالية.
فن الباليه الذي نشأ في عصر النهضة، وبشكل خاص في إيطاليا، حقق تغير نوعياً من خلال الباليه الفرنسي "باليه البلاط" (بالفرنسية: ballet de cour)‏، والتي بالإضافة للرقصات الجماعية، فإنها أديت بشكل راق، مصحوبة بالموسيقى، والحوارات، والشعر، والديكور، والأزياء. بدأت الباليه في التطور، كفن مستقل في فرنسا، أثناء حكم لويس الرابع عشر، والذي كان مهتما بالرقص، وداعما له، مما جعله فترة ازدهار، بعكس فترة الانحدار التي أصابت هذا الفن مع بداية القرن السابع عشر، والذي انشأ الأكاديمية الملكية للرقص، وهي ما يعرف الآن بباليه أوبرا باريس في 1661، في نفس العام التي أنجز فيها جان باتيست لولي الباليه الكوميدية. في هذا الباليه لم تظهر الباليه بشكلها الاعتيادي، بل صاحبها غناء أوبرالي، وأنشأ معهدا للتدريب على رقص الباليه، ضم لاحقا للأكاديمية الملكية.
في القرن الثامن عشر، تطورت تقنية الحركة كثيرا، وأصبح الباليه فناً راقيا أسوة بالأوبرا. وفي وسط هذا التقدم ظهر العمل المؤثر لجان جورج نوفير (بالفرنسية: Jean-Georges Noverre)‏ رسائل عن فن الرقص (بالفرنسية: Lettres sur la danse)‏، الذي ركز على تطور رقصات الباليه، وتحركات الراقصين المنسجمة مع شخصياتهم. من الذين قاموا أيضا بتطوير الباليه كريستوف فيليبالد غلوك. وأخيرا ظهرت التقنيات الثلاث للباليه "جادّ" (بالفرنسية: sérieux)‏، "نصف جادّ" (بالفرنسية: demi-caractère)‏، و"كوميدي" (بالفرنسية: comique)‏. كما أصبحت هناك رقصات باليه في عروض الأوبرا تسمى "تسليات" (بالفرنسية: divertissements)‏.[ما هي؟]

في القرن التاسع عشر شهد الباليه تحولا كبيرا، نتيجة التحول الأجتماعي، بعد أن كانت الأرستقراطية في جميع مظاهر الحياة، ظهرت الباليه الرومانسية. أيضا نشأت تقنيات جديدة على يد راقصات الباليه مثل ماري تاليوني، فاني إليسلير، كتقنية بوينتورك التي تنطلق فيها راقصة البالية للتتخذ وضعية الرقص، بدأ كتاب الأوبرات بكتابة القصص للباليه، وقام بعض الأساتذة مثل كارلو بلازيس بتعليم قواعد الرقص الأساسية والتي لا تزال تستخدم حتى اليوم. بعد ذلك أصاب الباليه شيء من التراجع إلا أنها ضلت مزدهرة في أماكن كالدنمارك وروسيا بفضل أوغوست بورنونفيل (بالفرنسية: Auguste Bournonville)‏، جول بيرو (بالفرنسية: Jules Perrot)‏، وماريوس بتيبا.
بعد الحرب العالمية الأولى، قامت العديد من الشركات الروسية الخاصة بتنظيم جولات في أنحاء أوروبا مما ساعد على أزدهار هذا الفن مرة أخرة في الغرب.
يظن البعض أن الباليه فن رقص كلاسيكي ولا يتمّ إلا عبر الموسيقى الكلاسيكية، لكنه في الحقيقة لياقة جسدية أكثر من كونه رقصا تقليديا، وهذا التسويق الممل لهذا الفن أبعده عن التداول بين الناس، علما أنه قد ابتكرت مدربات من إيطاليا وبريطانيا على رأسهنّ سوانغا ميلي رقصات على موسيقى عصرية، وهنا ما يعرف بالباليه التعبيري، «الباليه» تقنية جسدية يجب أن تدركها كل راقصة لأي نوع من الرقص يعني درس الباليه هو المرحلة الأولى لتليين الجسد ولياقته لوصول إلى أي رقص آخر بما فيها التانغو أو أي رقصات أخرى.

## تعلم الباليه

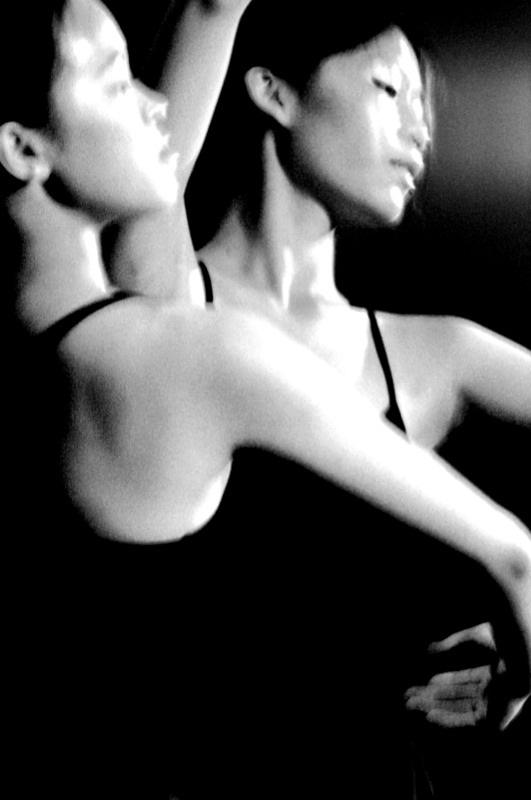
راقصات باليه يستعدن للرقص

دراسة الباليه تتطلب من الفرد عدة سنوات تصل إلى ثماني أو تسع سنوات لإتقان عناصره الحركية المختلفة. وعلى مدار هذه السنوات، يقسم منهج الباليه بشكل تدريجي وتصاعدي؛ فيضاف كل عام عناصر حركية جديدة، ومع إضافة عناصر حركية جديدة تتصاعد الصعوبات الفنية للعناصر الحركية من الناحية الكمية والكيفية. وعند نهاية سنوات الدراسة يحصل الطالب على شهادة إتمام دراسة فن الباليه الكلاسيك. لذلك لابد أن يكون التعلم من الصغر، حتى يتشكل جسم الراقص ويكتسب المرونة المطلوبة لممارسة هذا الفن. السن المناسب للالتحاق بصفوف تعلم الباليه هو ما بين الثامنة والعاشرة، حيث أن الأطفال الأصغر سنًا لا تكون عظامهم قوية لتحمل الجهد والضغط العضلي والعصبي الذي يتعرضون له أثناء الدراسة. لكن بداية من سن الثامنة يكون الطفل قادرًا على التحكم في جسده، وعلى فهم طبيعة كل العناصر الحركية والتركيز على الإيقاع والحفاظ على توازنه وثباته أثناء الرقص. أمّا في سن الحادية عشر فسيكون من الصعب على الطفل تنمية المرونة، فقلما تقدم الدارس في العمر وجد صعوبة في التعلم. لذا على دارس فن الباليه أن يكون:
1. سنه ما بين الثامنة والعاشرة.
2. توافر سمات جسمانية وعضلية تناسب طبيعة ممارسة رقص الباليه كتناسق الأطوال، والأوزان.
3. ليونة المفاصل وفتح زوايا الحوض.
4. سلامة واستقامة العمود الفقري.
5. القدرة على الوثب عاليًا.[2]
6. التوافق العضلي العصبي
7. وجود الحس الموسيقي

ويحتاج الدارس إلى عمل فصول يومية على مدار الأسبوع مع يوم واحد للراحة، ذلك للوصول إلى مستوى عال من الكفاءة.

## مقومات درس الباليه
كأي عملية تعليمية تشمل على عدة عوامل تعمل معًا لتحقيق الهدف الملطوب.

### قاعة الدرس
هي قاعة كبيرة مستطيلة الشكل تقسم إلى أربعة حوائط وأربع زوايا لتحديد اتجاهات المؤدي أثناء ثباته في الأوضاع المختلفة أة في أثناء تحركه. وتشبث مرآة كبيرة بطول وعرض الحائط على حائط واحد من الأربعة، حتى يشاهد المؤديون أنفسهم وليصححوا أي أخطاء. أمّا الحوائط الثلاثة الأخرى فيثبت عليها سواند خشبية ليستخدمها المؤديين في الجزء الأول من الدرس والتحمية.

### الدارسون
هم الطلاب الذين توفرت لديهم الشروط الخاصة لدراسة فن الباليه. لا يتعدى عددهم خمسة عشر طالبًا أو طالبة في المجموعة الواحدة. ويفصل البنين عن البنات لأن لكل منهما طبيعة في الأداء.

### الموسيقى المصاحبة للدرس
الموسيقى من أهم عناصر الباليه، فهي تنظم حركة الراقص، كما تنظم حركة الفريق كله ليحدث انسجام أداء بينهم. الموسيقى الكلاسيكية المستخدمة في الدرس غالبًا ما تكون عن طريق عازف بيانو. وبعض المدارس تستخدم الموسيقى المسجلة ولكن هذه الطريقة تشغل المدرس عن الدارسين في تشغيل الجهاز أو إيقافه أو إعادة بعض الأجزاء لتمرين ما. يجلس عازف البيانو في أحد أركان القاعة، مما يتيح له رؤية المدرس لمعرفة متى يبدأ ومتى ينتهي من العزف. كما يجب أن يرى العازف الدارسين حتى ينتظم موسيقاه مع حركتهم.

### معلم الباليه
هو من يوجه ويصحح الأداء للمتعلمين وينمي قدراتهم الفنية، ويجب أن يكون على قدر من الكافاءة لتقديم النموذج الصحيح للعناصر الحركية. يسير المعلم على خطة عمل سواء كان الدرس على مستوى العام الدارسي أو الشهر أو الأسبوع أو الدرس اليومي، حتى ينتهي من المنهج في الوقت المحدد له. ولتحقيق ذلك يساعد المعلم الدارس على تنمية التوافق العضلي العصبي وعلى تنمية مهاراته الفردية والتحرر من الضغوط وتنمية الجَلَد والتحمل العضلي والعضبي، والقدرة على تصحيح الأخطاء حتى في أثناء الأداء بمجرد سماع توجيهاته. يختلف مدرس الباليه عن المدرب وعن المخرج. المدرس (بالفرنسية: maître de ballet)‏ دوره في قاعة الدرس الالتزام بالمنهج التعليمي، أمّا المدرب (بالفرنسية: répétiteur)‏ فيدرب الراقصين على الأدوار على خشبة المسرح، وقد يكون مدربًا للراقص الأول أو الباليرينا الأولى، للمجموعة. ويختار المخرج المدربين. المخرج أو مؤلف الرقصات (بالفرنسية: chorégraphe)‏، هو المسؤل عن عرض الباليه، فهو قائد العمل المسرحي الذي قام بتأليفه وتصميم رقصاته وإخراج جميع عناصره.

### المنهج
يحتوي على الخطوات الحركية المتنوعة، تكرر يوميًا حتى يمتصها الجسم وتستوعبها العضلات. وتكمن براعة الراقص في ربط الخطوات بعضها بالبعض بمجرد إشارة المدرس إليه.

## خطوات فن الباليه

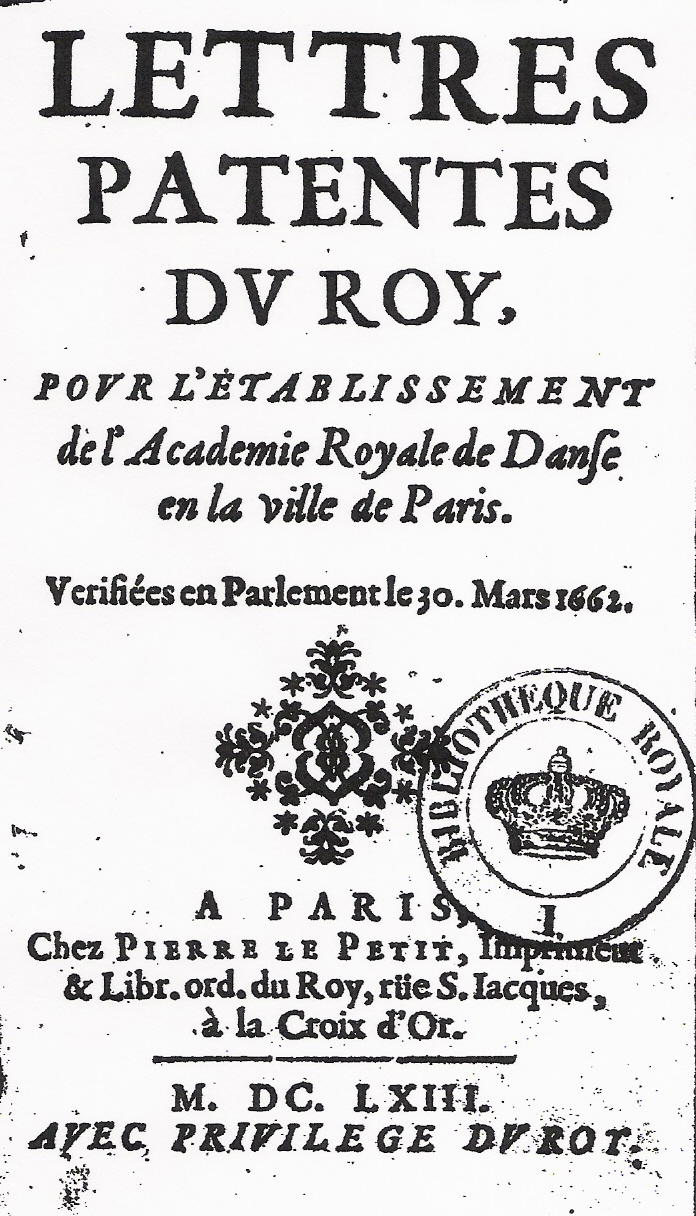
وثيقة إنشاء الأكاديمية الملكية للموسيقى والرقص.

تعود نشأة هذه العناصر الحركية إلى ثلاثة مصادر منذ القرن الخامس عشر في عام 1661 عند تأسيس الأكاديمية الملكية للموسيقى والرقص (بالفرنسية: Académie royale de musique et de danse)‏. والثلاث مصادر هي:
1. الرقص الشعبي أو الفلكلور.
2. لغة التعبير بالجسد المستوحاة من حفلات البلاط الفرنسي.
3. المبارزة بالسيوف تمثل الكثير من حركات الذراع في الباليه.

### وضعية الجسم

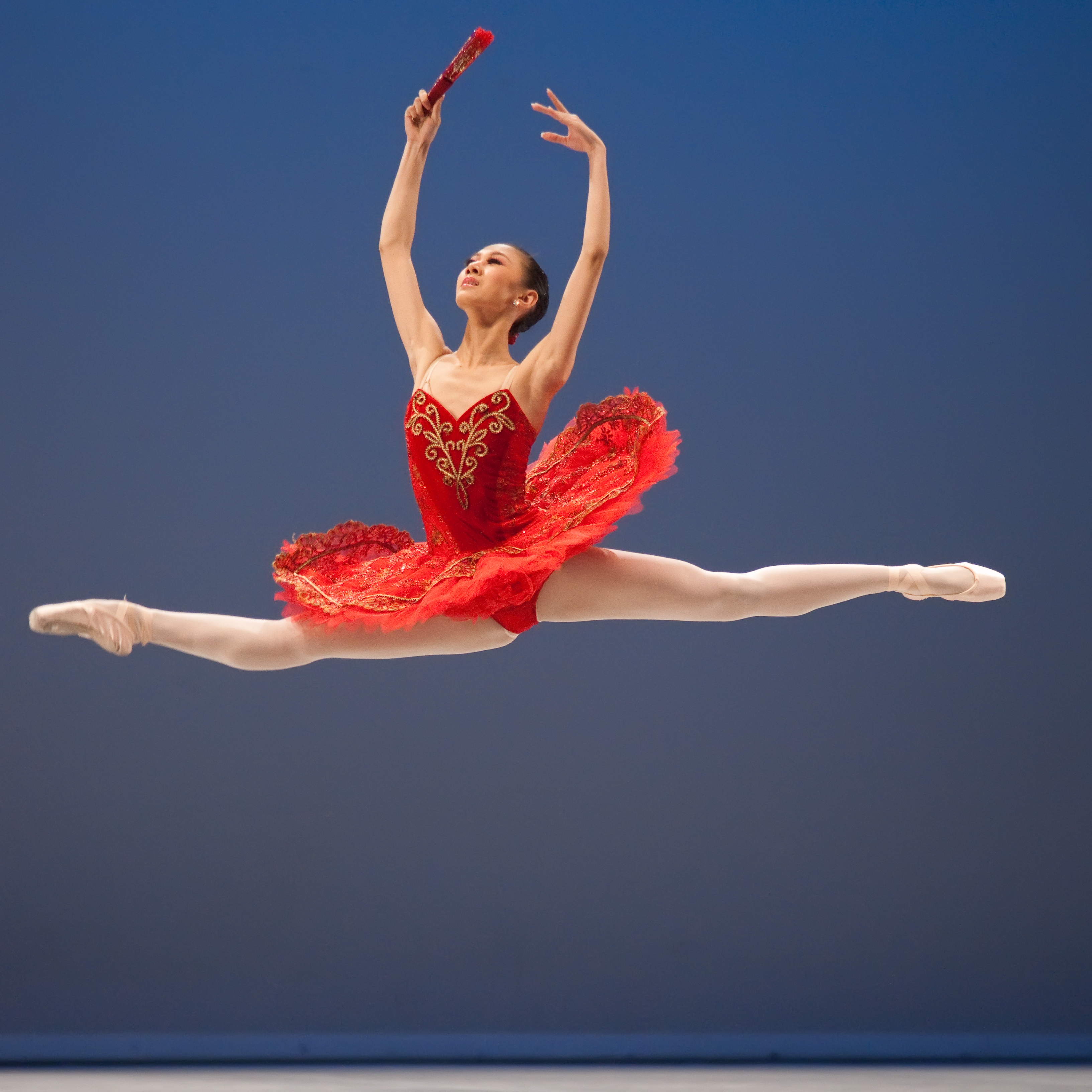
باليرينا تؤدي حركة jeté entrelacé في عرض لباليه دون كيخوتي عام 2011.

يجب على الراقص أن يتخذ وضعًا يكون فيه الجسم على كلا القدمين، والساقان مشدودتين، والركب مفرودة، وعضلات الفخذين مشدودتين، والصدر مفتوحًا مع ضم عظمتي اللوح معًا والأكتاف للأسفل، والحوض مستقيمًا، والرأس في وضعها مع النظر للأمام، وأن يكون الجسم مشدودًا لأعلى وليس متشنجًا. وانتظام عملية التنفس أثناء القيام بالحركات المختلفة. تؤدى معظم العناصر الحركية في كل الاتجاهات، وتكون هناك ساق ارتكاز تسمى الساق الثابتة، عليها يتمركز ثقل الجسم؛ وساق أخرى حرة. وهناك بعض العناصر الحركية تعمل فيها الساقين، كبعض القفزات الكبيرة مثل حركة jeté وjeté entrelacé وpas de chat‏. أمّا وضع الراقص بالنسبة للمشاهد فيسمى الخط أو la ligne وتعني اتجاه خط جسد الراقص، أي الخط الذي يتخذه الراقص قبل الإتيان بحركة أو في أثناء الأداء. ومن اتجاهات خط الراقص، خط المواجهة en face، وتكون في قاعة الدرس المواجهة للمرآة أو المواجهة لأي حائط في القاعة. هناك خط تحريك الأكتاف épaulement لتحريك الجسم بميل من الأقدام والجسم.

### وضع القدمين
هناك خمسة أوضاع أساسية للقدمين تؤدى من خلالهم العناصر الحركية بمنهج الباليه. فكل خطوة أو عنصر حركي يبدأ وينتهي بواحدة من هذه الأوضاع الخمسة. أسسها بيير بوشان (بالفرنسية: Pierre Beauchamp)‏، وهي ثابتة حتى اليوم. أكثر ما يميز هذه الأوضاع أن التفاف السيقان يكون للخارج، أي لا يبدأ هذا الالتفاف للخارج مع الكاحل، بل يبدأ من عظمة الفخذ، وتكون الركب متجهة للجانبين أيضًا مع السيقان والأقدام، في أثناء الوقوف أو مع الأداء. لذلك تكون ساق راقص الباليه ملتفة للخارج من مفصل الفخذ حتى أطراف الأصابع. هذا الالتفاف أيضّا يسهل أداء الراقصة مع الراقص في الرقص المزدوج أو danse à deux، فعلى سبيل المثال لا تصطدم ركبة الراقصة الملتفة للخارج بساق الراقص عند عمل اللفات السريعة أو pirouette‏. معظم العناصر الحركية للساقين خارجيًا en dehors أي في اتجاه عقارب الساعة، أو داخليًا en dedans وتعني التحرك في عكس عقارب الساعة، من الخلف إلى الأمام نحو الجسم.

#### الوضع الأول
الوضع الأول أو première position يتلامس الكعبين، وتشكل القدمين خطًا مستقيمًا.

#### الوضع الثاني
الوضع الثاني أو deuxième position، توضع القدمين على خط واحد، ولكن يفصل بينهما مسافة تقارب بين الكعبين.

#### الوضع الثالث
الوضع الثالث أو troisième position، تأتي إحدى القدمين أمام القدم الأخرى، بحيث يلامس كل كعب منتصف القدم الأخرى، أحدهما من الأمام والآخر من الخلف.

#### الوضع الرابع
الوضع الرابع أو quatrième position، إحدى القدمين أمام الأخرى وكل منهما ملتفة للخارج مثل الوضع الخامس، ولكن يفصل بينهما مسافة قدم، مع توازن القدمين بحيث كل كعب يكون على خط واحد مع أصابع القدم الأخرى.

#### الوضع الخامس
الوضع الخامس أو cinquième position، يكون نثل الوضع الثالث لكن مع تداخل القدمين كليًا، بحيث يلامس كعب القدم الأمامية اصابع القدم الخلفية. أو مثل الوضع الرابع دون مسافة تفصل القدمين.

### وضع الذراعين
يختلف وضع الذراعين من مدرسة لأخرى، فمدرسة تشيكيتي (بالإيطالية: Cecchetti)‏ تتطلب خمسة أوضاع اساسية، وثلاثة أوضاع مشتقة من الوضع الرابع والخامس. والمدرسة الفرنسية لديها خمسة أوضاع أساسية ووضع تحضيري، أمّا غالبية المدارس فتتبع طريقة المدرسة الروسية فاغانوفا (بالروسية: Ваганова)، وفيها ثلاثة أوضاع اساسية ووضع تحضيري، وأشكال للذراعين مشتقة من الأوضاع.

#### الوضع التحضيري
تشكل فيه الذراعين دائرة مع تقارب الكفين، ويتجه المرفقين للجانبين مع عدم ملامسة الجسم.

#### الوضع الأول
نفس شكل الوضع التحضيري، لكن وضع اليدين يكون في شكل دائرة أمام منتصف الجسم أي أسفل الصدر بقليل. ولعمل الوضع الثاني والثالث لابد من المرور على الوضع الأول.

#### الوضع الثاني
تفتح الذراعين إلى الجنب، أقل من ارتفاع الكتف بقليل، مع الحفاظ على تماسك الذراع في شكل مائل للدوران.

#### الوضع الثالث
ترتفع الذراعان من الوضع الأول حتى تصل إلى أعلى، لكن قبل أن تصل فوق الرأس بقليل، بحيث من ينظر لأعلى يستطيع أن يرى الكتفين، مع المحافظة على مكان الكتفين دون ارتفاعهما.

### وضع الأكتاف
هناك وضعان أساسيان لتحريك الأكتاف.

#### التقاطعcroisé
تتقاطع الساقان مع الجسم في اتجاه زاوية مائلة. على سبيل المثال، لو كان الكتف المتقدم هو اليمين تكون القدم اليمنى هي التي في الأمام، والعكس صحيح.

#### منفرج مفتوحeffacé
حيث يقف الراقص في زاوية مائلة بالنسبة للمواجهة ولكن الساقين مفتوحتان وليستا متقاطعتين. مثال: لو كان الكتف المتقدم هو اليمين، تكون القدم اليسرى هي الأمامية والعكس.

## درس الباليه
يقسم العمل في الدرس إلى ثلاثة أجزاء.[ما هي؟]